# Euphorbia micracantha
Euphorbia micracantha är en törelväxtart som beskrevs av Pierre Edmond Boissier. Euphorbia micracantha ingår i släktet törlar, och familjen törelväxter. Inga underarter finns listade i Catalogue of Life.

## Bildgalleri

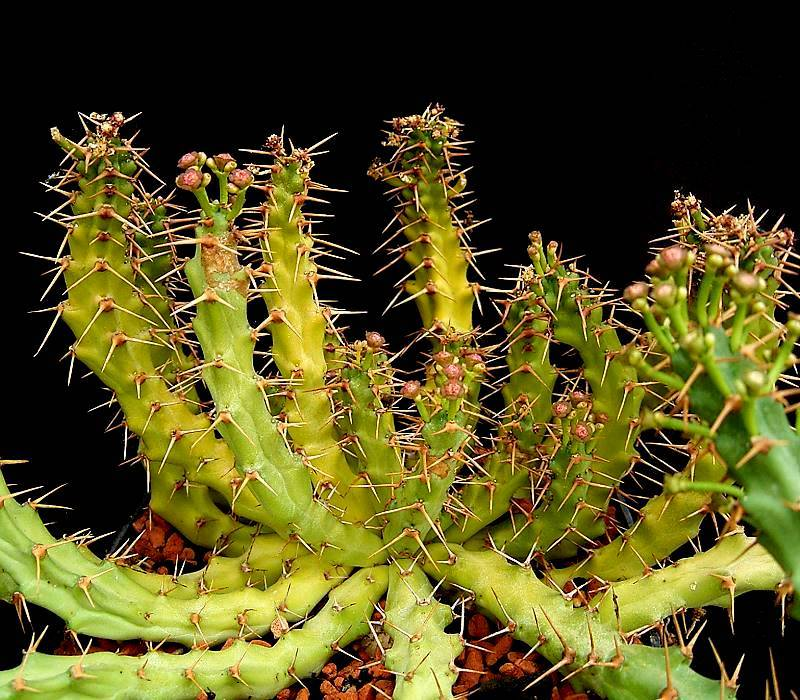
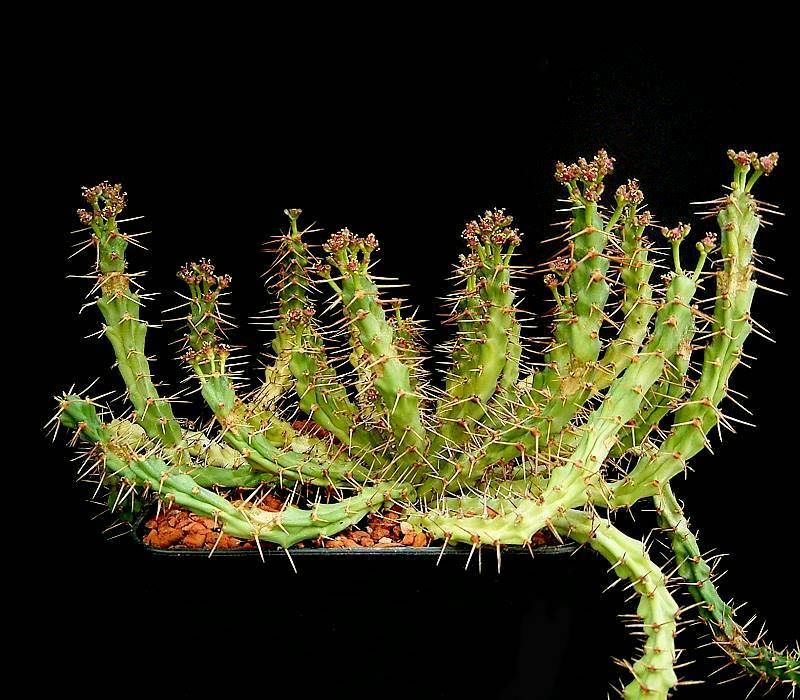
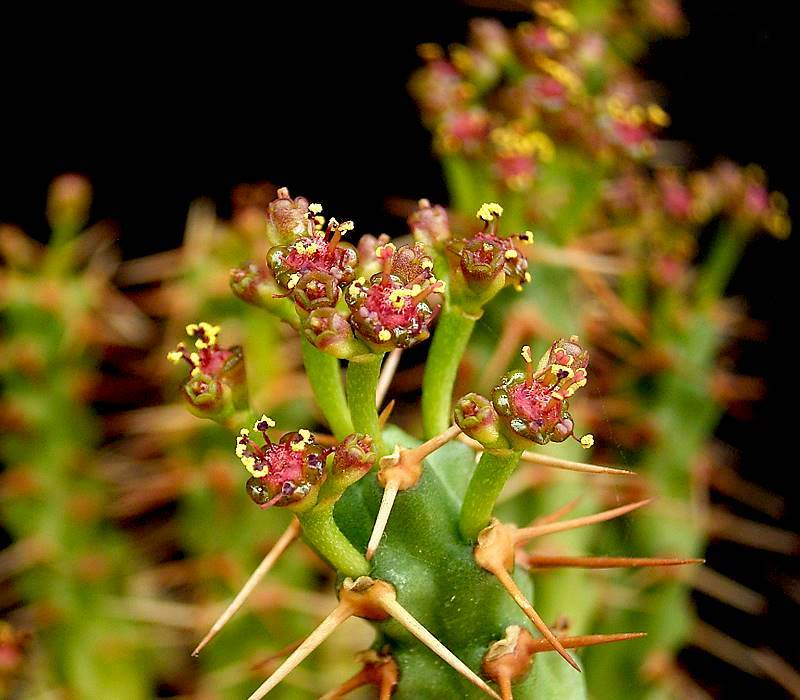
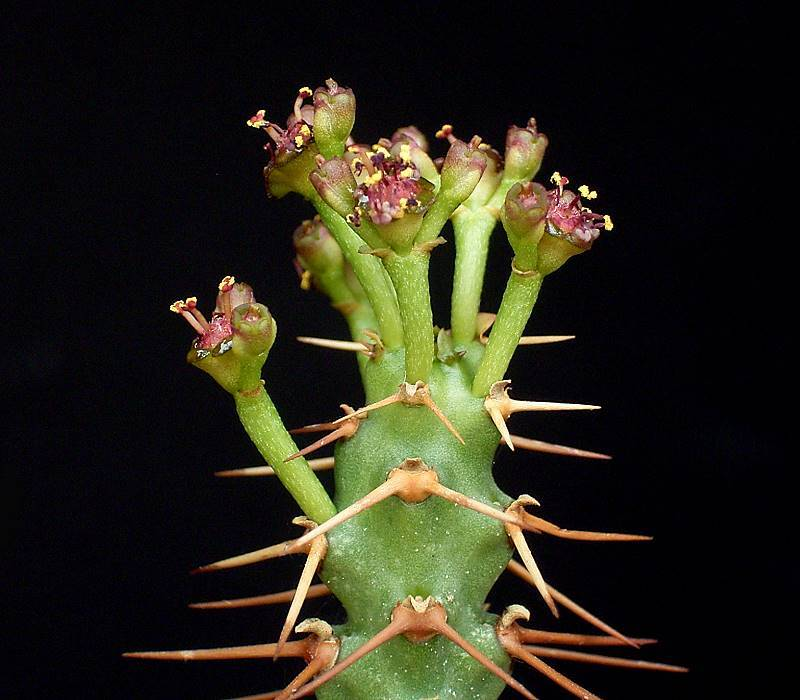